# Jürgen Fohrmann

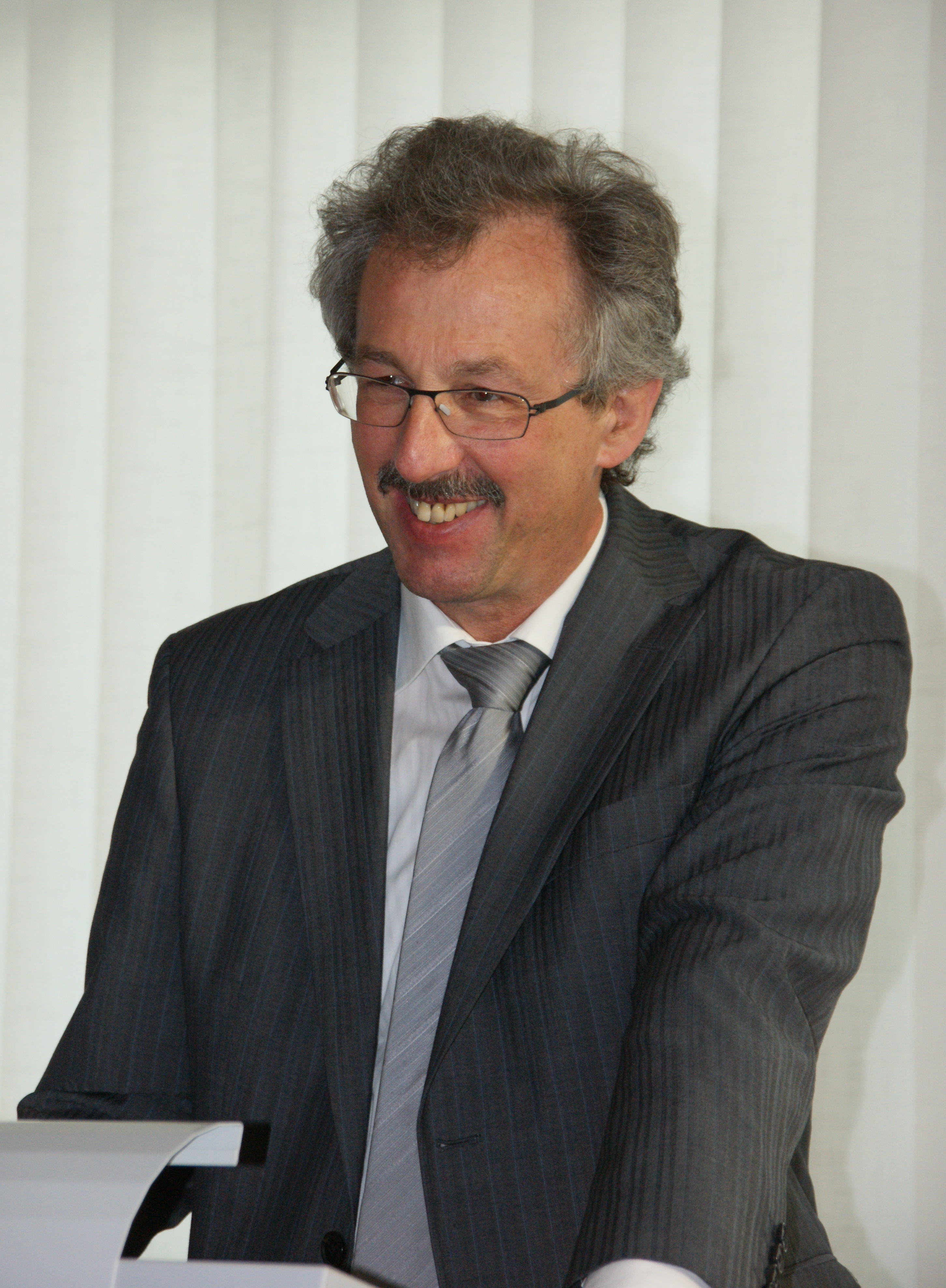
Jürgen Fohrmann, 2011

Jürgen Fohrmann (* 1953 in Bielefeld) ist ein deutscher Literaturwissenschaftler.
Fohrmann ist Hochschullehrer für neuere deutsche Literatur und war vom 23. April 2009 bis zum 29. April 2015 Rektor an der Rheinischen Friedrich-Wilhelms-Universität Bonn.
Er ist auf Literatur- und Medientheorie, Kultur- und Wissenschaftsgeschichte sowie die Literatur des 18. bis 20. Jahrhunderts spezialisiert und hat zu Problemen der Literaturgeschichtsschreibung und Rhetorik u. a. aus diskursanalytischer Perspektive publiziert. Daneben ist Fohrmann verschiedentlich als Herausgeber von Sammelbänden in Erscheinung getreten, u. a. zur Kulturwissenschaft und zu Möglichkeiten einer systemtheoretischen Literaturwissenschaft.

## Leben
Fohrmann studierte von 1972 bis 1977 Literaturwissenschaft, Germanistik und Geschichtswissenschaft an der Universität Münster. Von 1979 bis 1983 war er an der Universität Bielefeld als wissenschaftlicher Mitarbeiter beschäftigt, wo er 1980 promoviert und 1988 habilitiert wurde. Seit 1991 ist er Professor für Neuere Deutsche Literatur und Allgemeine Literaturwissenschaft an der Universität Bonn. Von 1994 bis 1997 war er Präsident des Deutschen Germanistenverbandes.
Von 2006 bis 2008 war Fohrmann Dekan der Philosophischen Fakultät. Am 1. Dezember 2008 wurde er vom Hochschulrat der Universität Bonn zum Rektor gewählt. Diese Wahl wurde vom Senat der Universität am 11. Dezember bestätigt. Am 23. April 2009 erfolgte die offizielle Ernennung Fohrmanns zum 142. Rektor der Rheinischen Friedrich-Wilhelms-Universität für die kommenden sechs Jahre. Für eine zweite Amtszeit kandidierte Fohrmann nicht.

## Werke
- Utopie und Untergang. L.-S. Merciers L’An 2440, in: Klaus L. Berghahn, Hans U. Seeber (Hrsg.): Literarische Utopien von Morus bis zur Gegenwart, Königstein / Ts. 1983, S. 105–124.
- Jürgen Fohrmann, Wilhelm Voßkamp (Hrsg.): Von der gelehrten zur disziplinären Gemeinschaft. Beiträge zur Wissenschaftsgeschichte der deutschen Literaturwissenschaft im 19. Jahrhundert, Stuttgart: Metzler 1987.
- Projekt der deutschen Literaturgeschichte. Entstehung und Scheitern einer nationalen Poesiegeschichtsschreibung zwischen Humanismus und Deutschem Kaiserreich, Stuttgart 1989.
- Jürgen Fohrmann, Harro Müller (Hrsg.): Diskurstheorien und Literaturwissenschaft, Frankfurt am Main 1988.
- Jürgen Fohrmann, Harro Müller (Hrsg.): Systemtheorie der Literatur, Fink, München 1996, ISBN 3-7705-3132-9
- Jürgen Fohrmann (Hrsg.): Rhetorik. Figuration und Performanz, Stuttgart 2004.